# Aegocera affinis
Aegocera affinis är en fjärilsart som beskrevs av Druce 1883. Aegocera affinis ingår i släktet Aegocera och familjen nattflyn. Inga underarter finns listade i Catalogue of Life.